# 셸 베리크비스트
셸 베르틸 레오나르드 베리크비스트(스웨덴어: Kjell Bertil Leonard Bergqvist, 1953년 2월 23일~)는 스웨덴의 배우이다.